# Parque nacional de Setonaikai
El parque nacional de Setonaikai (en japonés: 瀬戸内海国立公園 Setonaikai Kokuritsu Kōen) comprende zonas del Mar interior de Japón, y de diez prefecturas limítrofes. Designado como parque nacional en 1934, desde entonces ha sido ampliado varias veces. Contiene aproximadamente 3000 islas, incluyendo la bien conocida isla de Itsukushima. Está formado por muchas zonas no contiguas, cubre una pequeña proporción del total del Mar Interior, su control y protección es problemático, con gran parte de la zona densamente industrializada.

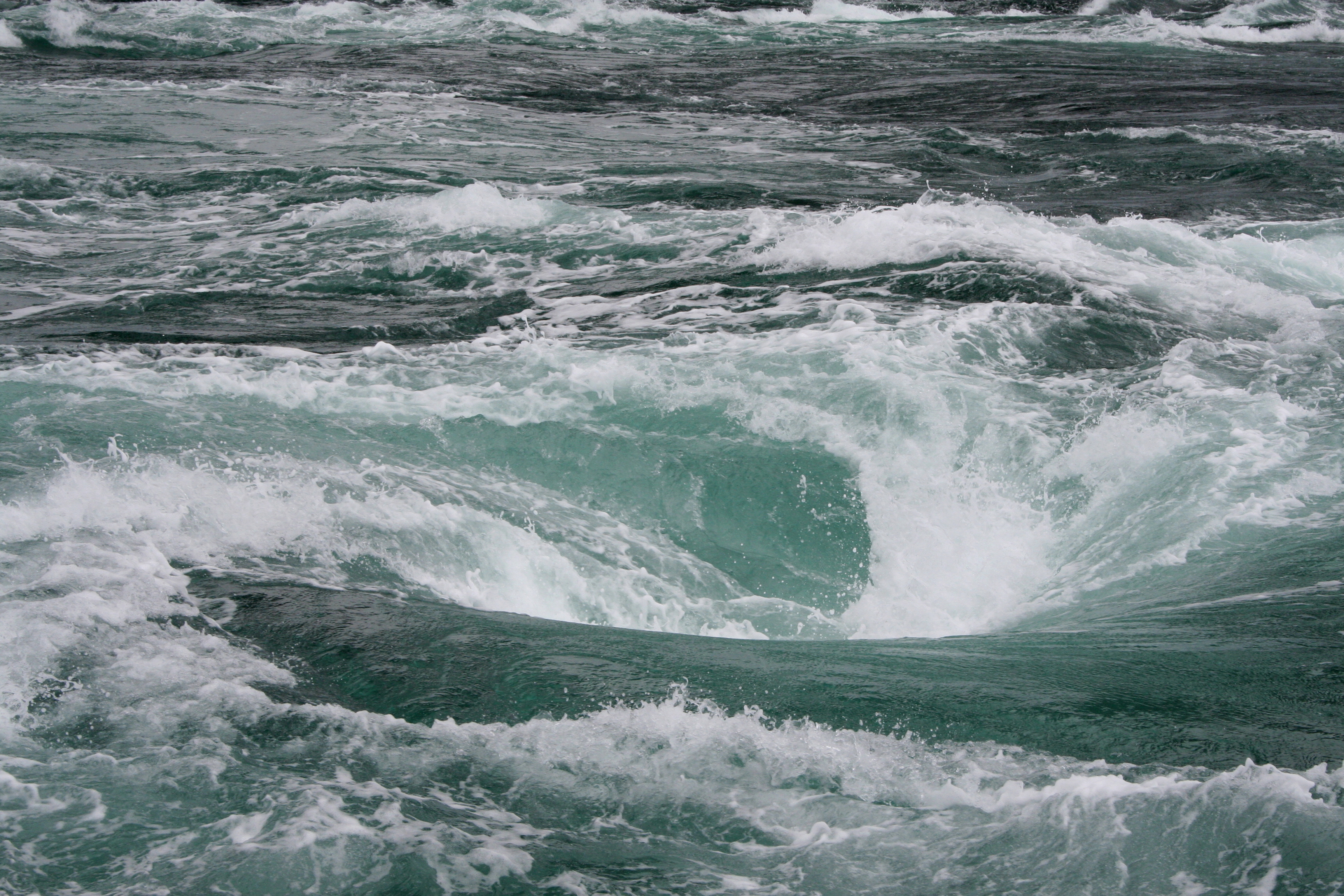
Torbellino Naruto